# Ronnie Ferrari
Ronnie Ferrari, właśc. Hubert Kacperski (ur. 18 września 1999 we Włocławku) – polski piosenkarz i raper.

## Młodość
Pochodzi z Włocławka, gdzie uczęszczał kolejno do Szkoły Podstawowej nr 23 im. S. Wyszyńskiego, Gimnazjum nr 4 im. ONZ i Zespołu Szkół Technicznych.
Od 2019 mieszka w Gdyni, gdzie studiuje amerykanistykę w Wyższej Szkole Bankowej.

## Kariera muzyczna
Będąc uczniem, brał udział w konkursach muzycznych. Profesjonalną karierę muzyczną rozpoczął od publikowania utworów na serwisie YouTube. Z początku nagrywał covery, m.in. piosenek Justina Biebera. Od 2017 publikuje autorskie utwory, które określa się jako połączenie disco polo, hip-hopu, muzyki folkowej i techno. W wywiadach wielokrotnie podkreśla, że nie chce wiązać się z żadną wytwórnią płytową, posiada własną agencję o nazwie Agencja artystyczna Ronnie Ferrari Hubert Kacperski, zarejestrowaną 5 listopada 2018 we Włocławku.
21 lipca 2019, w rocznicę związku rodziców, wydał utwór „Ona by tak chciała”, który – jak tłumaczył w wywiadach – początkowo miał być „parodią disco polo i ulicznego rapu”. Nagranie miesiąc od premiery osiągnęło ponad 40 mln wyświetleń w sieci, a po czterech miesiącach – ponad 100 mln wyświetleń. Ponadto stało się pierwszym polskim wideo z ponad milionem polubień na YouTube, a także zdobyło ogólnopolską popularność, np. na weselach. Do tej pory zamieszczono ją na dwóch kompilacjach piosenek disco polo, obu z 2019: Czas na Disco i Hity Na Czasie Jesień 2019 (wyd. Magic Records). 22 września zaśpiewał przebój podczas widowiska Roztańczony PGE Narodowy 2019 produkowanego przez TVP2 na Stadionie Narodowym w Warszawie, a 29 września – w trakcie programu porannego TVP2 Pytanie na śniadanie. Występ doprowadził do zwolnienia wydawcy programu, ponieważ Jacek Kurski, ówczesny prezes stacji, uznał, że piosenka zawierająca aluzje m.in. do zażywania narkotyków „stoi w sprzeczności z etosem stacji”. W październiku wystąpił gościnnie w teledysku do utworu Księcia Kapoty „Daj mi ten koks”.
28 października 2020 opublikował utwór „Szubienica ***** ***”, którym wyraził poparcie dla protestów przeciwko zaostrzeniu przepisów dot. aborcji. 21 lutego 2025 wydał singel „Chciałbym byś”.

## Życie prywatne
Angażuje się w liczne akcje charytatywne.

## Dyskografia

### Single
| Rok  | Tytuł                     | Certyfikat                 | Album |
| ---- | ------------------------- | -------------------------- | ----- |
| 2017 | „Ruskacz” (oraz Locke)    | - ZPAV: platynowa płyta    |       |
| 2019 | „Ona by tak chciała”      | - POL: 2x diamentowa płyta |       |
| 2020 | „Szubienica”              | - POL: platynowa płyta     |       |
| 2021 | „Origami” (gośc. korweta) | - POL: 3x platynowa płyta  |       |

Gościnnie
| Rok  | Tytuł                                          | Certyfikat         | Album |
| ---- | ---------------------------------------------- | ------------------ | ----- |
| 2020 | „Yakuza” (Łobuzy; gośc. Ronnie Ferrari)        | - POL: złota płyta |       |
| 2023 | „Zatańcz ze mną” (Topky; gośc. Ronnie Ferrari) | - POL: złota płyta |       |